# HMS A4
HMS A4 – brytyjski okręt podwodny typu A. Zbudowany w latach 1902–1904 w Vickers w Barrow-in-Furness. Okręt został wodowany 9 czerwca 1903 roku i rozpoczął służbę w Royal Navy 13 lipca 1904 roku.
Zatonął 16 października 1905 roku w czasie ćwiczeń sygnalizacyjnych w okolicach Spithead. W czasie ćwiczeń przez otwór wentylatora do okrętu dostała się woda, okręt rozpoczął zanurzanie pod ostrym kątem, w związku z kontaktem z wodą morską akumulatorami zaczął się wydzielać chlor. Dzięki szybkiej reakcji załogi i decyzjom kapitana okręt natychmiast się wynurzył, a załoga została skierowana na pokład. W czasie holowania uszkodzonego okrętu do doku, nastąpiła eksplozja i okręt zatonął. Po podniesieniu z dna morskiego i remoncie A4 został ponownie przydzielony do służby w RN. 
W czasie I wojny światowej okręt A4 służył w porcie w Portsmouth jako jednostka treningowa.
16 stycznia 1920 roku okręt został sprzedany firmie J. H. Lee z Bembridge.